# 苏丹伊斯迈·柏特拉
苏丹伊斯迈·柏特拉（马来语：Sultan lsmail Petra，1949年11月11日—2019年9月28日），1979年3月30日至2010年9月13日是马来西亚吉兰丹州第二十八任苏丹。退位後，於2019年9月28日駕崩。

## 生平

### 早期
伊斯迈·柏特拉生于1949年吉兰丹首府哥打峇鲁，为已故蘇丹雅亚·柏特拉及苏丹后东姑赛娜的独生子。伊斯迈·柏特拉在苏丹依斯迈学院接受教育，他和4名王姐，即东姑美占、东姑罗占、东姑莎华妮和东姑罗哈妮，在同一间学校读书。2002年1月8日，伊斯迈·柏特拉获得泰国兰甘亨大学颁发政治科学的荣誉博士学位。
伊斯迈·柏特拉在18岁那年，即1967年出任吉兰丹王储，他于同年与东姑安妮斯公主结婚，婚后育有3名王子和一名公主，分别是苏丹莫哈末五世、东姑法依扎、东姑法克里柏特拉和东姑阿玛林。

### 繼位
伊斯迈·柏特拉于1974年受委为吉兰丹摄政王，1980年3月30日登基为苏丹，成为吉兰丹第28任苏丹，当时伊斯迈·柏特拉年仅31岁。伊斯迈·柏特拉爱民如子，待人亲切，致力成为人民的保护伞，使得吉兰丹州的多元种族人民得以团结一致，因此深获民众爱戴。其摄政任内的1977年发生了紧急状态。

### 退位
2009年5月，苏丹伊斯迈·柏特拉因中风而行动不便，在古邦阁亮的理科大学医院接受康复治疗，随后吉兰丹政府成立一个由10人专科医生成立的医疗小组，定时为伊斯迈·柏特拉检查健康。
由于苏丹伊斯迈·柏特拉疗养状况一直沒有起色，随后医疗小组判断伊斯迈·柏特拉无法执行苏丹的职权。2010年9月13日， 伊斯迈·柏特拉的长子接任为苏丹，并立名为苏丹莫哈末五世。

### 駕崩
2019年9月28日，伊斯迈·柏特拉在早上8时11分在哥打峇鲁苏丹娜再娜二世医院王室病房驾崩，终年69岁。29日，苏丹遗体在峇莱勿刹别宫（Balai Besar）让王室成员和公众进行最后膽仰，后下葬于吉兰丹皇家墓陵。首相马哈迪·莫哈末在结束于纽约为期五天的工作访问时告诉马来西亚记者：“我对前吉兰丹苏丹去世的消息感到悲伤，我向他的家人表示哀悼。”

## 命名建筑
吉兰丹洲有多个建筑皆冠上苏丹伊斯迈·柏特拉的命字，包括建在古邦阁亮的宝蓝色清真寺，被命名为苏丹依斯迈柏特拉银禧清真寺；座落在尼南布里的一间国际学院，并命名为苏丹伊斯迈柏特拉国际伊斯兰学校，和吉兰丹州首府哥打峇鲁的一座机场苏丹依斯迈布特拉机场。